# Rauisucs
Els rauisucs (Rauisuchia) són un conjunt poc conegut d'arcosaures depredadors i majoritàriament grossos (sovint d'entre 4 i 6 metres) que visqueren al període Triàsic.

## Classificació
Originalment es pensava que estaven emparentats amb els eritrosúquids, però actualment és sabut que són crurotarsis. Generalment es reconeixen tres famílies: Prestosuchidae, Rauisuchidae, i Poposauridae, i també un seguit de formes (p.e. aquelles de l'Oleniokià de Rússia) que són masse primitives i/o pobrament conegudes per a situar-se en qualsevol d'aquests grups. S'ha suggerit que el grup tal com es defineix actualment és parafilètic, representant un nombre de llinatges que han evolucionat independentment i han ocupat el mateix nínxol ecològic de depredadors terrestres mitjans i grans. Per exemple, Parrish i Juul van descobrir que els rauisucs poposàurids estan més estretament emparentats amb els Crocodilia que amb els prestosúquids. En un estudi més recent, Nesbitt va presentar una filogènia diferent amb els rauisucs monofilètics. El grup podria ser quelcom similar a un tàxon «calaix de sastre». Determinar les relacions filogenètiques exactes és difícil degut a la naturalesa incompleta de gran quantitat de material. Tanmateix, descobertes i estudis recents tals com Batrachotomus i segons estudis d'altres formes com el Erpetosuchus estan ajudant a esclarir les relacions evolutives d'aquest grup tan pobrament conegut però alhora fascinant.

## Trets distintius

Juntura de la cintura i postura de les extremitats posteriors (1) rèptils, (2) mamífers i dinosaures, i (3) rauisucs.

Tan José Bonaparte com Michael Benton argumenten que els rauisucs com el Saurosuchus van desenvolupar una postura erecta independentment i de manera diferent als dinosaures, per mitjà de tenir un fèmur vertical i enfocant l'acetàbul ventralment, en comptes de tenir un coll en angle o una corba en el fèmur. Es refereixen a això com a la postura erecte de pilar.
La posició erecta indica que aquests animals eren clarament actius, depredadors àgils, amb una superioritat locomotora respecte als dicionodonts kannemeyèrids i els abundants rincosaures dels que s'alimentaven. Van ser animals exitosos, els més grans amb cranis d'una longitud d'un metre o més, i van perdurar fins al final del període Triàsic, quan, conjuntament amb altres grans arcosaures, foren exterminats per l'extinció del Triàsic-Juràssic. Amb la seva eliminació, els dinosaures teròpodes emergiren com els únics grans depredadors terrestres. Les petjades de dinosaures carnívors s'incrementen sobtadament en mida al començament del període Juràssic, quan els rauisucs ja no hi eren.

## Registre fòssil
Els rauisucs ben coneguts inclouen el Ticinosuchus del Triàsic mitjà d'Europa (Suïssa i nord d'Itàlia), Saurosuchus del Triàsic superior (Carnià superior) de Sud-amèrica (Argentina), i el Postosuchus del Triàsic superior (Carnià superior - Norià inferior) de Nord-amèrica. Un rauisuc, Teratosaurus, va considerar-se durant molt temps un teròpode primitiu, però més tard es va demostrar que no era un dinosaure.